# Fadrique de Aragón
Fadrique de Aragón, (Sicilia, c. 1400/3-Brazuelas, provincia de León, 29 de mayo de 1438), fue IV conde de Luna, señor de Cuéllar (1430-1433), de Segorbe, de Villalón, de Arjonilla y de Arjona, después de la muerte de Fadrique Enríquez de Castilla, I duque de Arjona.

## Orígenes familiares
Hijo del rey de Sicilia Martín el Joven fruto de la relación extramatrimonial de este con Tarsia Rizzari, «dama siciliana de no alta alcurnia», al fallecer su padre sin descendencia masculina en 1409 se convirtió en uno de los aspirantes a la Corona de Aragón que quedó vacante tras la muerte en 1410 de Martín I de Aragón.

## Biografía
Ilegítimo por su nacimiento, al fallecer en 1407 el hijo fruto del matrimonio de Martín el Joven con Blanca I de Navarra,  su padre inicia el proceso de legitimación que lo convertiría en su heredero para lo cual le concede los títulos de Conde de Luna y señor de Segorbe.
En aquel entonces, Fadrique y su hermana Violante se encontraban en Sicilia, por lo que  se encargó a través de un comerciante llamado de transportarlos de vuelta a Aragón para poner a ambos bajo la tutela de la reina María de Luna, criándose ambos en la corte bajo el cuidado de su abuela paterna, aunque recibía visitas de su padre, como en el 1405 cuando visita por última vez Aragón.
La muerte por paludismo de Martín el Joven interrumpe el proceso de legitimación que aún no había culminado, proceso que es retomado entonces por su abuelo, el rey Martín I, que recurre al Benedicto XIII, pariente de su fallecida esposa María de Luna, para con su apoyo elaborar un plan que legitimase a Fadrique para sucederle como rey de Sicilia y soberano de Corona de Aragón.
El papa preparó el documento de legitimación el 1 de junio de 1410, pero la muerte de Martín I el día anterior hizo que el pontífice no se encontrara con la suficiente fuerza moral para proceder a la legitimación por sí solo.
Se abre con ello un periodo de dos años conocido como interregno en el que el trono aragonés permaneció vacante y el reino al borde de la guerra civil, ya que surgieron hasta seis pretendientes al trono, entre ellos el conde de Luna Fadrique de Aragón.
Las Cortes Generales de Aragón decidieron solucionar la crisis sucesoria del trono mediante el arbitraje para lo cual cada una de ellas nombró a tres representantes que el denominado Compromiso de Caspe, celebrado en 1412, decidieron que el soberano de la Corona de Aragón y el rey de Sicilia habría de ser Fernando de Trastámara.
Tras el Compromiso de Caspe, en el que Fadrique no obtendría ningún voto, y al ser aún menor de edad, es puesto bajo la tutela de Ramón de Torrelles y Blanes y reconoció a Fernando I como rey de Aragón y a su hijo Alfonso como heredero, pero mantuvo sus pretensiones al trono siciliano enfrentándose a la viuda de su padre Blanca I de Navarra.
Al alcanzar la mayoría de edad participa, con el título de almirante, en la expedición que contra la isla de Gerba comandaba el infante Pedro, duque de Noto, aunque poco más tarde su presencia será reclamada en la corte debido a sus pretensiones sobre el reino de Sicilia. 
Lejos de dejar sus pretensiones al trono siciliano maniobró políticamente para obtenerlo lo que provocó el malestar de Alfonso V de Aragón que lo declaró en rebeldía en 1430 obligando a Fadrique a buscar refugio en el Reino de Castilla cuyo rey, Juan II se encontraba entonces en guerra contra Aragón. En 1434 fue hecho prisionero, en la prisión de Brazuelas, «acusado de conspirar con caballeros de Sevilla para que le tomasen como capitán, le entregasen el castillo y otras zonas, y saqueasen a los más ricos de la ciudad».

## Matrimonio y descendencia
Casó con Violante de Mur y Cardona, sobrina del arzobispo de Tarragona, Dalmau de Mur, con quien tuvo un hijo aunque murió poco después de nacer aunque la abandonó posteriormente y la dejó presa en el castillo de Malón. 
Vivió y llevó a Castilla a su cuñada, Valentina de Mur, que después contrajo matrimonio con Carlos de Guevara, señor de Escalante y, al enviudar, entró en el monasterio de Santa Clara en Tordesillas, donde fue abadesa (1443-1456).
| Predecesor: Martín I de Sicilia | Conde de Luna 1409-1438    | Sucesor: Extinción (Francisco de Gurrea y Aragón en 1598)          |
| Predecesor: Martín I de Sicilia | Señor de Segorbe 1409-1416 | Sucesor: Incorporación a la Corona (Enrique de Trastámara en 1435) |